# العلاقات بين قطر وجزر القمر
العلاقات القمرية القطرية هي العلاقات الثنائية بين جزر القمر ودولة قطر .

## التمثيل الدبلوماسي
أنشأت دولة قطر سفارتها في موروني، عاصمة جزر القمر في عام 2014.  وقدم السفير الأول للبلاد لدى جزر القمر، مبارك بن عبد الرحمن الناصر، أوراق اعتماده إلى رئيس جزر القمر في نوفمبر 2014. 
تمتلك جزر القمر بسفارة في الدوحة، قطر،  وقامت بتعيين أول سفير لها لدى قطر، الحاج عبدالله عبد الحميد، في يناير 2014.  وانتهت فترة ولايته في يناير 2016. 
في 19 يونيو 2017، طالبت قطر ممثلي جزر القمر بالخروج من البلاد، وذلك بعد أن قطعت علاقاتها مع البلاد، ومنحتهم 48 ساعة لمغادرة البلاد. 

## زيارات رفيعة المستوى
في 22 أبريل 2010، أصبح الأمير حمد بن خليفة آل ثاني أول رئيس دولة عربية يقوم بزيارة رسمية إلى جزر القمر. وخلال زيارته، قدّم عرضًا بقيمة 20 مليون يورو لحكومة جزر القمر لدفع رواتب موظفيها المدنيين. وأكد الرئيس أحمد سامبي أن المبلغ أُودع في البنك المركزي لجزر القمر في مايو 2010. 

## التعاون الدبلوماسي

### الأزمة الدبلوماسية القطرية 2017
في 7 يونيو 2017، قطعت جزر القمر علاقاتها مع قطر، إلى جانب عدة دول أخرى بقيادة الرباعية العربية السعودية والبحرين ومصر والإمارات العربية المتحدة. وبعد فترة وجيزة، اندلعت مظاهرات في موروني، عاصمة جزر القمر، احتجاجًا على هذا القرار. وفي 19 يونيو، اعتقلت السلطات القمرية خمسة أعضاء من جمعية الصداقة القمرية القطرية، لكن أُطلق سراحهم بعد 24 ساعة. 
قام الرئيس السابق أحمد سامبي بإدانة قرار قطع العلاقات، مشيرا أن قطر "دولة صديقة". 

### المساعدات والاستثمارات الأجنبية
استضافت قطر مؤتمرًا للمانحين في مارس 2010، حيث تعهدت جهات مانحة عربية بتقديم 540 مليون دولار لتنمية جزر القمر. وتعهدت المنظمات القطرية بتقديم 200 مليون دولار لجزر القمر خلال المؤتمر. وفي أعقاب المؤتمر، وقعت شركة قطر الوطنية للفنادق، اتفاقية مع حكومة جزر القمر لبناء منتجع فندقي بقيمة 70 مليون دولار في جزر القمر في أبريل 2010. 
أصبحت جمعية قطر الخيرية أول منظمة خيرية تفتح مكتبًا ميدانيًا في موروني، عاصمة جزر القمر، في عام 2010. وفي اجتماع عقدته اللجنة العربية للتنمية والاستثمار في جزر القمر في فبراير 2011، صرحت جمعية قطر الخيرية أنها تنفذ مشاريع بقيمة 10 ملايين ريال قطري، وقالت إنها ستتبرع بمبلغ 55 مليون ريال قطري إضافي للتنمية الاجتماعية والتعليم ومشاريع الصحة خلال السنوات القادمة. في السنوات التالية، أنفقت جمعية قطر الخيرية 2 مليون ريال قطري على تجديد العيادات الصحية والمدارس في موهيلي.
أعلنت مؤسسة جاسم وحمد بن جاسم الخيرية أنها ستقوم ببناء مستشفى بقيمة 37 مليون دولار في أنجوان في عام 2011. وعلاوة على ذلك، أطلقت المنظمة مجمعًا ثقافيًا بقيمة 4 ملايين ريال قطري في جزر القمر في سبتمبر 2014. وكان من المقرر أن يضم المجمع عناصر معمارية عربية ومحلية من جزر القمر. 
بعد قطع جزر القمر علاقاتها مع قطر في يونيو 2017، أفادت وسائل إعلام محلية أن مؤسستَي راف وقطر الخيرية، علّقتا أنشطتهما في البلاد. كما زعمت التقارير أن مستشفى أنجوان، الذي تبلغ تكلفته 37 مليون دولار، قيد الإنشاء قد تم تعليقه مؤقتًا. وتكهّن البعض بأن وقف قطر للأنشطة الخيرية كان إجراءً انتقاميًا لتحالف جزر القمر مع الدول الأربع التي خاضت في صراع دبلوماسي ضد قطر بقيادة السعودية.